# Убле (Ластово)
Убле су насељено место у саставу општине Ластово, на острву Ластову, Дубровачко-неретванска жупанија, Република Хрватска.

## Историја
До територијалне реорганизације у Хрватској налазиле су се у саставу старе општине Ластово.

## Становништво
На попису становништва 2011. године, Убле су имале 222 становника.
| Број становника по пописима | Број становника по пописима | Број становника по пописима | Број становника по пописима | Број становника по пописима | Број становника по пописима | Број становника по пописима | Број становника по пописима | Број становника по пописима | Број становника по пописима | Број становника по пописима | Број становника по пописима | Број становника по пописима | Број становника по пописима | Број становника по пописима | Број становника по пописима |
| --------------------------- | --------------------------- | --------------------------- | --------------------------- | --------------------------- | --------------------------- | --------------------------- | --------------------------- | --------------------------- | --------------------------- | --------------------------- | --------------------------- | --------------------------- | --------------------------- | --------------------------- | --------------------------- |
| 1857                        | 1869                        | 1880                        | 1890                        | 1900                        | 1910                        | 1921                        | 1931                        | 1948                        | 1953                        | 1961                        | 1971                        | 1981                        | 1991                        | 2001                        | 2011                        |
| 0                           | 0                           | 0                           | 0                           | 0                           | 6                           | 0                           | 47                          | 144                         | 230                         | 183                         | 198                         | 239                         | 303                         | 218                         | 222                         |

Напомена: У 1991. смањено издвајањем дела Пасадур у самостално насеље. Исказује се од 1948. Те године исказано је као део насеља под именом Свети Петар. Ранји подаци исказани од 1910. односе се на део насеља Јурје. У 1921. подаци су садржани у насељу Ластово.

### Попис1991.
На попису становништва 1991. године, насељено место Убле је имало 303 становника, следећег националног састава:
| Попис 1991.‍  | Попис 1991.‍  | Попис 1991.‍ | Попис 1991.‍ | Попис 1991.‍ |
| ------------ | ------------ | ----------- | ----------- | ----------- |
|              |              |             |             |             |
| Хрвати       | Хрвати       |             | 152         | 50,16%      |
| Срби         | Срби         |             | 42          | 13,86%      |
| Југословени  | Југословени  |             | 33          | 10,89%      |
| Муслимани    | Муслимани    |             | 21          | 6,93%       |
| Македонци    | Македонци    |             | 7           | 2,31%       |
| Турци        | Турци        |             | 6           | 1,98%       |
| Црногорци    | Црногорци    |             | 5           | 1,65%       |
| Италијани    | Италијани    |             | 2           | 0,66%       |
| Албанци      | Албанци      |             | 1           | 0,33%       |
| Мађари       | Мађари       |             | 1           | 0,33%       |
| Словенци     | Словенци     |             | 1           | 0,33%       |
| неопредељени | неопредељени |             | 18          | 5,94%       |
| регион. опр. | регион. опр. |             | 4           | 1,32%       |
| непознато    | непознато    |             | 10          | 3,30%       |
| укупно: 303  |              |             |             |             |